# Хахам
Хаха́м (ивр. חכם‎) — в сефардских и восточных еврейских общинах звание «хахам» соответствует ученому титулу «рав», «раввин» (см например Хахам-баши). Широкое применение этого слова в мусульманских странах вызвано созвучием слов «рав» и «ар-Рабб», что может являться причиной недоразумений, так как последнее является одним из имён Аллаха на арабском языке.
У последователей караимизма понятие «хахам» (в караимском произношении «гахам») близко к хахаму у иудеев-раввинистов, но роль гахама менее авторитарна, скорее рекомендательна, поскольку караимское вероучение основано на том, что каждый верующий самостоятельно рационалистически определяет применение законов Священного писания.
Современные израильские караимы употребляют наряду с титулом «хахам», также титул «рав»
Понятие «хахам» в ашкеназских общинах используется, например, в словосочетании «шеэлот хахам» (вопрос к мудрецу), то есть обращение для разрешения какой-либо галахической проблемы. В ашкеназских общинах Бессарабии хахамом именовался резник.
В современном иврите «хахам» — умный, образованный человек, интеллектуал.
В то же время исторически хахам — знаток Торы, также судья.
Существуют фамилии Хахам, Хохам, Хахамов.